# Boyfriend (Mabel)
Boyfriend è un singolo della cantante britannica Mabel, pubblicato il 26 febbraio 2020.
Il brano è incluso come traccia bonus nell'edizione digitale del primo album in studio High Expectations.

## Descrizione
Il brano contiene un'interpolazione tratta dalla versione live di Woman of the Ghetto della cantante Marlene Shaw.

## Video musicale
Il video, diretto da Isaac Rentz, è stato reso disponibile il 26 febbraio 2020 in concomitanza con l'uscita del singolo.

## Tracce
Testi e musiche di Camille Purcell, Mabel McVey, Marlena Shaw, Richard Evans, Robert Miller e Steve Mac.
Download digitale, streaming
1. Boyfriend – 3:46

Download digitale, streaming – Tiësto Remix
1. Boyfriend (Tiësto Remix) – 2:57

Download digitale, streaming – Endor Remix
1. Boyfriend (Endor Remix) – 2:51

Download digitale, streaming – Digital Farm Animals & Franklin Remix
1. Boyfriend (Digital Farm Animals & Franklin Remix) – 3:01

Download digitale, streaming – Remixes EP
1. Boyfriend (Tiësto Remix) – 2:57
2. Boyfriend (220 Kid Remix) – 3:14
3. Boyfriend (Endor Remix) – 2:51
4. Boyfriend (Digital Farm Animals & Franklin Remix) – 3:01

Download digitale, streaming – Acoustic
1. Boyfriend (Acoustic) – 3:59

## Formazione
- Mabel – voce
- Steve Mac – produzione, tastiera
- Camille Purcell – coro
- Chris Laws – programmazione della batteria, registrazione
- Bill Zimmerman – ingegneria del suono
- Phil Tan – missaggio
- Dann Pursey – percussioni, registrazione

## Successo commerciale
Nella Official Singles Chart britannica Boyfriend ha fatto il proprio ingresso al numero 28 nella sua prima settimana di pubblicazione. Nella sua quinta settimana di permanenza in classifica, si è spinto fino alla 10ª posizione grazie a 25 196 unità di vendita, diventando la quarta top ten della cantante in tale classifica.

## Classifiche

### Classifiche settimanali
| Classifica (2020) | Posizione massima |
| ----------------- | ----------------- |
| Belgio (Fiandre)  | 54                |
| Belgio (Vallonia) | 76                |
| Croazia           | 17                |
| Irlanda           | 9                 |
| Regno Unito       | 10                |
| Romania           | 52                |

### Classifiche di fine anno
| Classifica (2020) | Posizione |
| ----------------- | --------- |
| Regno Unito       | 73        |